# Черкезкьой (дем Висалтия)
Черкезкьой или Черкез махала (на гръцки: Τράγιλος, Трагилос, до 1926 Τσερκέζ Κιόι, Церкез Кьой или Τσερκέζ Μαχαλά, Церкез Махала) е село в Република Гърция, Егейска Македония, дем Висалтия, област Централна Македония. Селото има 575 жители според преброяването от 2001 година.

## География
Селото е разположено южно от град Сяр (Серес) в Сярското поле, на около 2 километра южно от Мунух (Мавроталаса).

## История

### В Османската империя
В началото на XX век Черкезкьой е село, числящо се към Сярската каза на Серския санджак на Османската империя. В 1900 година според статистиката на Васил Кънчов („Македония. Етнография и статистика“) Черкезъ Махала има 20 жители, всички черкези.

### В Гърция
След Междусъюзническата война в 1913 година селото попада в Гърция. В 1926 година селото е прекръстено на Трагилос. В него са заселени гърци бежанци. Според преброяването от 1928 година Черкезкьой е изцяло бежанско село със 71 бежански семейства и 281 души.
| Име            | Име            | Ново име | Ново име | Описание                                                                    |
| -------------- | -------------- | -------- | -------- | --------------------------------------------------------------------------- |
| Караагач Орман | Καραγάτς Όρμάν | Фтелиес  | Φτελιές  | местност на СИ от Черкезкьой и на И от Мунух                                |
| Кулчида        | Κουλτσίδα      | Ангатиес | Άγκαθιές | местност на ИСИ от Черкезкьой и на И от Мунух, по десния бряг на Черкезкьой |

В 1974 година е построена църквата „Света Троица“.

## Личности
Родени в Черкезкьой
- Георгиос Самуракис (Γεώργιος Σαμουράκης), гръцки теолог, д-р на Солунски университет и професор във Висшата църковна академия на Крит

Свързани с Черкезкьой
- Кириакос Яксис (Κυριάκος Γιαξής, р. 2001), гръцки футболист, по произход от Черкезкьой
- Константинос Ганьопулос (Κωνσταντίνος Γκανιόπουλος), гръцки главен музикант на филхармоничния оркестър на дем Сяр, бизнесмен и бивш общински съветник на избирателен район Черкезкьой, по произход от Черкезкьой